# إكسيكير اوزيرينخواريجي
إكسيكير اوزيرينخواريجي (بالإسبانية: Xiker) (30 يناير 1997 بزالا في إسبانيا - ) هو لاعب كرة قدم إسباني في مركز الدفاع. لعب مع نادي ديبورتيفو طليطلة.

## وصلات خارجية
- إكسيكير اوزيرينخواريجي على موقع الاتحاد الأوربي (الإنجليزية)
- إكسيكير اوزيرينخواريجي على موقع قاعدة بيانات كرة القدم.إي يو (الإنجليزية)
- إكسيكير اوزيرينخواريجي على موقع Soccerway.com (الإنجليزية)
- إكسيكير اوزيرينخواريجي على موقع AS.com (الإسبانية)